# Bastennes
Bastennes est une commune du Sud-Ouest de la France, située dans le département des Landes (région Nouvelle-Aquitaine).

## Géographie

### Localisation
Bastennes est un village perché dans le paysage vallonné de la Chalosse.
| - OpenStreetMap Limite communale. |

### Communes limitrophes
Les communes limitrophes sont  Castel-Sarrazin, Caupenne, Donzacq et Gaujacq.
|         | Caupenne        |         |
| Donzacq | Bastennes       | Gaujacq |
|         | Castel-Sarrazin |         |

### Géologie et relief
Cette commune possède le gisement unique en France d'aragonite prismatique. À la fin du XVIIIe siècle, Jacques-François de Borda d'Oro y découvre une quantité importante de gypse et d'ophite.

### Climat
Pour des articles plus généraux, voir Climat de la Nouvelle-Aquitaine et Climat des Landes.
Historiquement, la commune est dans une zone de transition entre les climats océaniques aquitain et basque.  
En 2020, Météo-France publie une typologie des climats de la France métropolitaine dans laquelle la commune est exposée à un climat océanique et est dans une zone de transition entre les régions climatiques « Aquitaine, Gascogne » et « Pyrénées atlantiques »0.
Pour la période 1971-2000, la température annuelle moyenne est de 13,4 °C, avec une amplitude thermique annuelle de 14,3 °C. Le cumul annuel moyen de précipitations est de 1 174 mm, avec 12,4 jours de précipitations en janvier et 7,6 jours en juillet. Pour la période 1991-2020, la température moyenne annuelle observée sur la station météorologique la plus proche, située sur la commune d'Orthez à 18,09 km à vol d'oiseau, est de 0,0 °C et le cumul annuel moyen de précipitations est de 0,0 mm,. Pour l'avenir, les paramètres climatiques de la commune estimés pour 2050 selon différents scénarios d’émission de gaz à effet de serre sont consultables sur un site dédié publié par Météo-France en novembre 2022.

## Urbanisme

### Typologie
Au 1er janvier 2024, Bastennes est catégorisée commune rurale à habitat dispersé, selon la nouvelle grille communale de densité à sept niveaux définie par l'Insee en 2022.
Elle est située hors unité urbaine et hors attraction des villes,.

### Occupation des sols

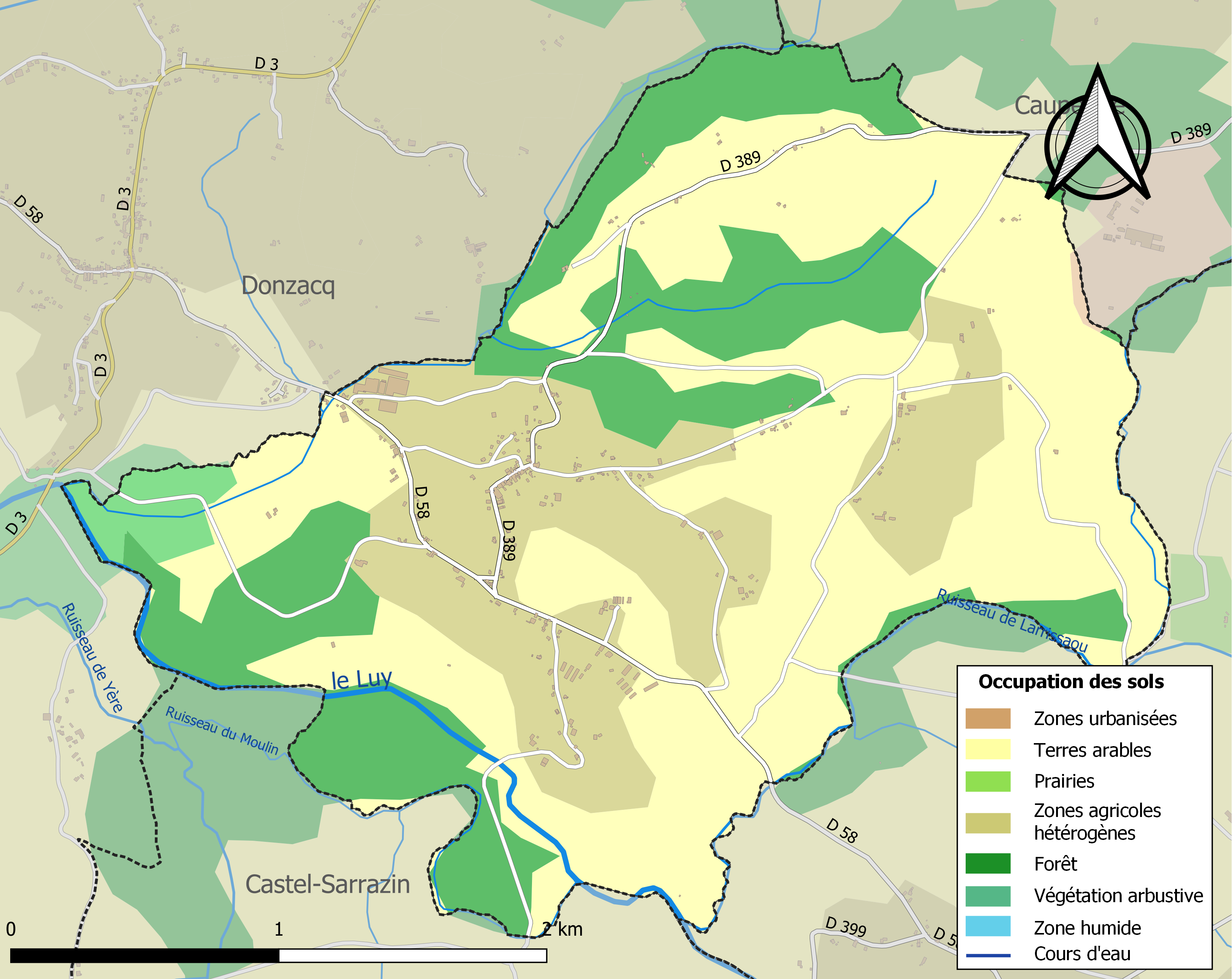
Carte des infrastructures et de l'occupation des sols de la commune en 2018 (CLC).

L'occupation des sols de la commune, telle qu'elle ressort de la base de données européenne d’occupation biophysique des sols Corine Land Cover (CLC), est marquée par l'importance des territoires agricoles (73,6 % en 2018), en diminution par rapport à 1990 (74,6 %). La répartition détaillée en 2018 est la suivante : 
terres arables (49,9 %), forêts (24,3 %), zones agricoles hétérogènes (23,6 %), milieux à végétation arbustive et/ou herbacée (1,9 %), mines, décharges et chantiers (0,2 %). L'évolution de l’occupation des sols de la commune et de ses infrastructures peut être observée sur les différentes représentations cartographiques du territoire : la carte de Cassini (XVIIIe siècle), la carte d'état-major (1820-1866) et les cartes ou photos aériennes de l'IGN pour la période actuelle (1950 à aujourd'hui).

### Risques majeurs
Le territoire de la commune de Bastennes est vulnérable à différents aléas naturels : météorologiques (tempête, orage, neige, grand froid, canicule ou sécheresse), inondations, mouvements de terrains et séisme (sismicité modérée). Un site publié par le BRGM permet d'évaluer simplement et rapidement les risques d'un bien localisé soit par son adresse soit par le numéro de sa parcelle.
Certaines parties du territoire communal sont susceptibles d’être affectées par le risque d’inondation par débordement de cours d'eau, notamment le Luy. La commune a été reconnue en état de catastrophe naturelle au titre des dommages causés par les inondations et coulées de boue survenues en 1998, 1999, 2009 et 2020,.
Les mouvements de terrains susceptibles de se produire sur la commune sont des tassements différentiels.

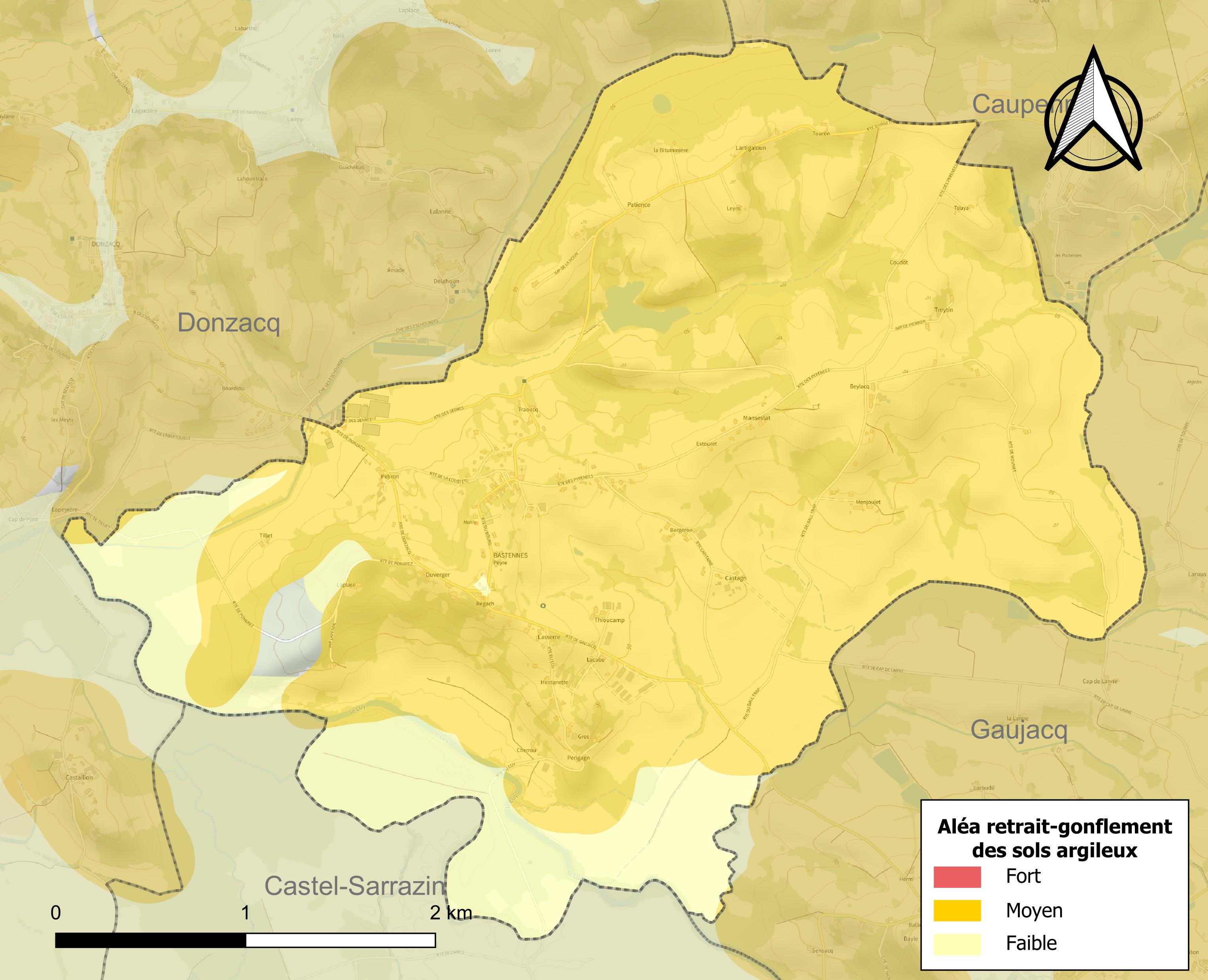
Carte des zones d'aléa retrait-gonflement des sols argileux de Bastennes.

Le retrait-gonflement des sols argileux est susceptible d'engendrer des dommages importants aux bâtiments en cas d’alternance de périodes de sécheresse et de pluie. 85,9 % de la superficie communale est en aléa moyen ou fort (19,2 % au niveau départemental et 48,5 % au niveau national). Sur les 130 bâtiments dénombrés sur la commune en 2019,  129 sont en aléa moyen ou fort, soit 99 %, à comparer aux 17 % au niveau départemental et 54 % au niveau national. Une cartographie de l'exposition du territoire national au retrait gonflement des sols argileux est disponible sur le site du BRGM,.
Concernant les mouvements de terrains, la commune a été reconnue en état de catastrophe naturelle au titre des dommages causés par des mouvements de terrain en 1999.

## Toponymie
Le nom de la localité est attesté sous la forme Bastenes en 1285
Il semble que ce toponyme dérive du gascon *basiene, de l'occitan Bastenda signifiant « bâtisse, maison ».
Bastenas en occitan.

## Histoire
Les terres bastennoises ont été occupées par les Romains pour son gisement de bitume.
Selon des sources locales, le bourg a été fondé au XIVe par des moines prémontrés revenant de Saint-Jacques-de-Compostelle.
Dans un premier temps bâti près d'un lac, il fut abandonné pour causes d'insécurité et reconstruit sur une colline.
Le gisement de bitume a été exploité jusqu'au XIXe pour les navires et les trottoirs de Paris.
Bastennes a eu un vignoble important au cours du XIXe siècle.

## Politique et administration
| Période                                  | Période   | Identité        | Étiquette | Qualité                       |
| ---------------------------------------- | --------- | --------------- | --------- | ----------------------------- |
| mars 1965                                | mars 2008 | René Novembre   | PCF       |                               |
| mars 2008                                | En cours  | Maurice Dulayet | DVG       | Adjoint technique territorial |
| Les données manquantes sont à compléter. |           |                 |           |                               |

## Démographie
| 1793 | 1800 | 1806 | 1821 | 1831 | 1836 | 1841 | 1846 | 1851 |
| ---- | ---- | ---- | ---- | ---- | ---- | ---- | ---- | ---- |
| 452  | 455  | 512  | 501  | 532  | 505  | 482  | 522  | 505  |

| 1856 | 1861 | 1866 | 1872 | 1876 | 1881 | 1886 | 1891 | 1896 |
| ---- | ---- | ---- | ---- | ---- | ---- | ---- | ---- | ---- |
| 511  | 454  | 466  | 433  | 453  | 420  | 387  | 377  | 379  |

| 1901 | 1906 | 1911 | 1921 | 1926 | 1931 | 1936 | 1946 | 1954 |
| ---- | ---- | ---- | ---- | ---- | ---- | ---- | ---- | ---- |
| 388  | 364  | 360  | 348  | 344  | 322  | 282  | 283  | 267  |

| 1962 | 1968 | 1975 | 1982 | 1990 | 1999 | 2006 | 2007 | 2012 |
| ---- | ---- | ---- | ---- | ---- | ---- | ---- | ---- | ---- |
| 264  | 259  | 237  | 241  | 227  | 241  | 252  | 254  | 260  |

| 2017 | 2022 | - | - | - | - | - | - | - |
| ---- | ---- | - | - | - | - | - | - | - |
| 255  | 244  | - | - | - | - | - | - | - |

## Lieux et monuments
- Le bourg garde son aspect médiéval[2],
- Maison forte de Borda (l'Oustalot) et son échauguette[2],
- Église Saint-Barthélemy de Bastennes et son clocher d'aspect tordu et byzantin[2],
- Nombreuses sources dont les Eschourdes. Ces sources ont donné leur nom à l'Arrisaou (ruisseau salé)[2],
- Ancien établissement thermal entre 1840 et 1940[2],
- La décharge (SIETOM de Chalosse) jouxte Bastennes. 30 hectares d'ordures, prêt d'un million de tonnes de déchets, situés contre le périmètre de sécurité des Eschourdes qui alimente en eau potable le secteur. À la suite des incendies de cette décharge, pas de tests sur la dioxine. Le compost donné aux agriculteurs par cette décharge pendant des dizaines d'années chargé de verre, matières plastiques et autres papiers d'imprimerie sera épandu sur les champs. Aujourd'hui une nouvelle usine va permettre le tri des déchets de façon plus poussée et permettre une meilleure valorisation de ces derniers.